# Ronde van Duitsland 2018
De Ronde van Duitsland 2018 is de 33ste editie van de Ronde van Duitsland. De koers keert na afwezigheid van 10 jaar terug op de kalender. De wielerwedstrijd wordt gehouden van 23 augustus tot 26 augustus 2018. Het zal deel uitmaken van de  UCI Europe Tour in de classificatie 2.1.

## Etappe-overzicht
| etappe | datum       | start   | finish    | afstand | winnaar               | klassementsleider     |
| ------ | ----------- | ------- | --------- | ------- | --------------------- | --------------------- |
| 1      | 23 augustus | Koblenz | Bonn      | 154 km  | Álvaro Hodeg          | Álvaro Hodeg          |
| 2      | 24 augustus | Bonn    | Trier     | 210 km  | Maximilian Schachmann | Maximilian Schachmann |
| 3      | 25 augustus | Trier   | Merzig    | 176 km  | Matej Mohorič         | Matej Mohorič         |
| 4      | 26 augustus | Lorsch  | Stuttgart | 200 km  | Nils Politt           | Matej Mohorič         |

## Etappe-uitslagen

### Etappe 1
| Koblenz – Bonn (157 km) |                             |                             |          |
| Plaats                  | Naam                        | Ploeg                       | Tijd     |
| 1                       | Álvaro José Hodeg           | Quick-Step Floors           | 3u35'08" |
| 2                       | Pascal Ackermann            | BORA-hansgrohe              | z.t.     |
| 3                       | Niccolò Bonifazio           | Bahrain-Merida              | z.t.     |
| 4                       | Reinardt Janse van Rensburg | Team Dimension Data         | z.t.     |
| 5                       | Alexander Krieger           | Leopard Pro Cycling         | z.t.     |
|                         |                             |                             |          |
| 14                      | Pieter Vanspeybrouck        | Wanty-Groupe Gobert         | z.t.     |
| 16                      | Nick van der Lijke          | Roompot-Nederlandse Loterij | z.t.     |

| Algemeen klassement |                    |                             |          |
| Plaats              | Naam               | Ploeg                       | Tijd     |
| 1                   | Álvaro José Hodeg  | Quick-Step Floors           | 3u34'58" |
| 2                   | Pascal Ackermann   | BORA-hansgrohe              | + 4"     |
| 3                   | Niccolò Bonifazio  | Bahrain-Merida              | + 6"     |
| 4                   | Jens Reynders      | Leopard Pro Cycling         | + 7"     |
| 5                   | Jorge Arcas        | Movistar Team               | + 8"     |
|                     |                    |                             |          |
| 19                  | Nick van der Lijke | Roompot-Nederlandse Loterij | + 10"    |

### Etappe 2
| Bonn – Trier (196 km) |                             |                        |          |
| Plaats                | Naam                        | Ploeg                  | Tijd     |
| 1                     | Maximilian Schachmann       | BORA-hansgrohe         | 4u50'36" |
| 2                     | Matej Mohorič               | Bahrain-Merida         | z.t.     |
| 3                     | Tom Dumoulin                | Team Sunweb            | z.t.     |
| 4                     | Nils Politt                 | Team Katjoesja Alpecin | z.t.     |
| 5                     | Reinardt Janse van Rensburg | Team Dimension Data    | + 8"     |
|                       |                             |                        |          |
| 6                     | Pieter Vanspeybrouck        | Wanty-Groupe Gobert    | z.t.     |

| Algemeen klassement |                             |                        |          |
| Plaats              | Naam                        | Ploeg                  | Tijd     |
| 1                   | Maximilian Schachmann       | BORA-hansgrohe         | 8u25'34" |
| 2                   | Matej Mohorič               | Bahrain-Merida         | + 4"     |
| 3                   | Tom Dumoulin                | Team Sunweb            | z.t.     |
| 4                   | Nils Politt                 | Team Katjoesja Alpecin | + 10"    |
| 5                   | Reinardt Janse van Rensburg | Team Dimension Data    | + 18"    |
|                     |                             |                        |          |
| 6                   | Pieter Vanspeybrouck        | Wanty-Groupe Gobert    | z.t.     |

### Etappe 3
| Trier – Merzig (177 km) |                      |                             |          |
| Plaats                  | Naam                 | Ploeg                       | Tijd     |
| 1                       | Matej Mohorič        | Bahrain-Merida              | 4u12'28" |
| 2                       | Nils Politt          | Team Katjoesja Alpecin      | z.t.     |
| 3                       | Pieter Vanspeybrouck | Wanty-Groupe Gobert         | z.t.     |
| 4                       | Jasha Sütterlin      | Movistar Team               | z.t.     |
| 5                       | Nick van der Lijke   | Roompot-Nederlandse Loterij | z.t.     |

| Algemeen klassement |                       |                        |           |
| Plaats              | Naam                  | Ploeg                  | Tijd      |
| 1                   | Matej Mohorič         | Bahrain-Merida         | 12u37'56" |
| 2                   | Maximilian Schachmann | BORA-hansgrohe         | + 6"      |
| 3                   | Nils Politt           | Team Katjoesja Alpecin | + 10"     |
| 4                   | Tom Dumoulin          | Team Sunweb            | z.t.      |
| 5                   | Pieter Vanspeybrouck  | Wanty-Groupe Gobert    | + 20"     |

### Etappe 4
| Lorsch – Stuttgart (207,5 km) |                             |                             |          |
| Plaats                        | Naam                        | Ploeg                       | Tijd     |
| 1                             | Nils Politt                 | Team Katjoesja Alpecin      | 4u49'20" |
| 2                             | Matej Mohorič               | Bahrain-Merida              | z.t.     |
| 3                             | Damiano Caruso              | BMC Racing Team             | z.t.     |
| 4                             | Nick van der Lijke          | Roompot-Nederlandse Loterij | z.t.     |
| 5                             | Reinardt Janse van Rensburg | Team Dimension Data         | z.t.     |
|                               |                             |                             |          |
| 11                            | Jan Bakelants               | AG2R La Mondiale            | z.t.     |

## Eindklassementen
| Algemeen klassement |                       |                        |           |
| Plaats              | Naam                  | Ploeg                  | Tijd      |
| Rode trui           | Matej Mohorič         | Bahrain-Merida         | 17u27'10" |
| 2                   | Nils Politt           | Team Katjoesja Alpecin | + 6"      |
| 3                   | Maximilian Schachmann | BORA-hansgrohe         | + 12"     |
| 4                   | Tom Dumoulin          | Team Sunweb            | + 16"     |
| 5                   | Damiano Caruso        | BMC Racing Team        | + 26"     |
|                     |                       |                        |           |
| 12                  | Jan Bakelants         | AG2R La Mondiale       | + 34"     |

| Plaats      | Naam                        | Ploeg                       | Punten |
| ----------- | --------------------------- | --------------------------- | ------ |
| Groene trui | Matej Mohorič               | Bahrain-Merida              | 41     |
| 2           | Nils Politt                 | Team Katjoesja Alpecin      | 34     |
| 3           | Reinardt Janse van Rensburg | Team Dimension Data         | 21     |
|             |                             |                             |        |
| 6           | Pieter Vanspeybrouck        | Wanty-Groupe Gobert         | 14     |
| 7           | Nick van der Lijke          | Roompot-Nederlandse Loterij | 13     |

1911 · 1912-1921 · 1922 · 1923-1926 · 1927 · 1928-1929 · 1930 · 1931 · 1932-1936 · 1937 · 1938 · 1939 · 1940-1946 · 1947 · 1948 · 1949 · 1950 · 1951 · 1952 · 1953-1959 · 1960 · 1961 · 1962 · 1963-1978 · 1979 · 1980 · 1981 · 1982 · 1983-1998 · 1999 · 2000 · 2001 · 2002 · 2003 · 2004 · 2005 · 2006 · 2007 · 2008 · 2009-2017 · 2018 · 2019 · 2020 · 2021 · 2022 · 2023 · 2024